# Migos/Diskografie
Diese Diskografie ist eine Übersicht über die musikalischen Werke der US-amerikanischen Hip-Hop-Gruppe Migos. Den Schallplattenauszeichnungen zufolge hat sie bisher mehr als 74,9 Millionen Tonträger verkauft, davon alleine in ihrer Heimat über 63 Millionen. Ihre erfolgreichste Veröffentlichung ist die Single I Get the Bag mit mehr als 8,2 Millionen verkauften Einheiten.

## Alben

### Studioalben
| Jahr | Titel Musiklabel                                           | Höchstplatzierung, Gesamtwochen, AuszeichnungChartplatzierungen (Jahr, Titel, Musiklabel, Platzierungen, Wochen, Auszeichnungen, Anmerkungen) | Höchstplatzierung, Gesamtwochen, AuszeichnungChartplatzierungen (Jahr, Titel, Musiklabel, Platzierungen, Wochen, Auszeichnungen, Anmerkungen) | Höchstplatzierung, Gesamtwochen, AuszeichnungChartplatzierungen (Jahr, Titel, Musiklabel, Platzierungen, Wochen, Auszeichnungen, Anmerkungen) | Höchstplatzierung, Gesamtwochen, AuszeichnungChartplatzierungen (Jahr, Titel, Musiklabel, Platzierungen, Wochen, Auszeichnungen, Anmerkungen) | Höchstplatzierung, Gesamtwochen, AuszeichnungChartplatzierungen (Jahr, Titel, Musiklabel, Platzierungen, Wochen, Auszeichnungen, Anmerkungen) | Anmerkungen                                                 |
| Jahr | Titel Musiklabel                                           | DE | AT | CH | UK | US | Anmerkungen                                                 |
| ---- | ---------------------------------------------------------- | --- | --- | --- | --- | --- | ----------------------------------------------------------- |
| 2015 | Yung Rich Nation Quality Control Music (300 Entertainment) | — | — | — | — | US17 (2 Wo.)US | Erstveröffentlichung: 31. Juli 2015                         |
| 2017 | Culture Quality Control Music (300 Entertainment)          | DE63 (1 Wo.)DE | — | CH22 (1 Wo.)CH | UK16 Gold · (11 Wo.)UK | US1 Platin · (108 Wo.)US | Erstveröffentlichung: 27. Januar 2017 Verkäufe: + 1.185.000 |
| 2018 | Culture II Motown (UMG)                                    | DE14 (10 Wo.)DE | AT14 (4 Wo.)AT | CH5 (10 Wo.)CH | UK4 Gold · (17 Wo.)UK | US1 ×2Doppelplatin · (110 Wo.)US | Erstveröffentlichung: 26. Januar 2018 Verkäufe: + 2.425.000 |
| 2021 | Culture III Motown (UMG)                                   | DE15 (3 Wo.)DE | AT4 (4 Wo.)AT | CH2 (4 Wo.)CH | UK9 (4 Wo.)UK | US2 (22 Wo.)US | Erstveröffentlichung: 11. Juni 2021 Verkäufe: + 7.500       |

### Mixtapes
| Jahr | Titel      | Höchstplatzierung, Gesamtwochen, AuszeichnungChartplatzierungen (Jahr, Titel, Platzierungen, Wochen, Auszeichnungen, Anmerkungen) | Höchstplatzierung, Gesamtwochen, AuszeichnungChartplatzierungen (Jahr, Titel, Platzierungen, Wochen, Auszeichnungen, Anmerkungen) | Höchstplatzierung, Gesamtwochen, AuszeichnungChartplatzierungen (Jahr, Titel, Platzierungen, Wochen, Auszeichnungen, Anmerkungen) | Höchstplatzierung, Gesamtwochen, AuszeichnungChartplatzierungen (Jahr, Titel, Platzierungen, Wochen, Auszeichnungen, Anmerkungen) | Höchstplatzierung, Gesamtwochen, AuszeichnungChartplatzierungen (Jahr, Titel, Platzierungen, Wochen, Auszeichnungen, Anmerkungen) | Anmerkungen                            |
| Jahr | Titel      | DE | AT | CH | UK | US | Anmerkungen                            |
| ---- | ---------- | --- | --- | --- | --- | --- | -------------------------------------- |
| 2014 | No Label 2 | — | — | — | — | US175 (1 Wo.)US | Erstveröffentlichung: 25. Februar 2014 |

| Jahr | Titel                                          | Anmerkungen                              |
| ---- | ---------------------------------------------- | ---------------------------------------- |
| 2011 | Juug Season                                    | Erstveröffentlichung: 25. August 2011    |
| 2012 | No Label                                       | Erstveröffentlichung: 1. Juni 2012       |
| 2013 | Y.R.N. (Young Rich Niggas)                     | Erstveröffentlichung: 13. Juni 2013      |
| 2013 | Streets on Lock (mit Rich the Kid)             | Erstveröffentlichung: 3. August 2013     |
| 2013 | Streets on Lock 2 (mit Rich the Kid)           | Erstveröffentlichung: 1. Oktober 2013    |
| 2014 | Solid Foundation (mit Quality Control)         | Erstveröffentlichung: 2. Februar 2014    |
| 2014 | Streets on Lock 3 (mit Rich the Kid)           | Erstveröffentlichung: 20. April 2014     |
| 2014 | World War 3D: The Green Album (mit Gucci Mane) | Erstveröffentlichung: 16. Juni 2014      |
| 2014 | Rich Nigga Timeline                            | Erstveröffentlichung: 5. November 2014   |
| 2015 | Migo Lingo (mit YRN Lingo)                     | Erstveröffentlichung: 4. März 2015       |
| 2015 | Still on Lock (mit Rich the Kid)               | Erstveröffentlichung: 19. Mai 2015       |
| 2015 | Back to the Bando                              | Erstveröffentlichung: 17. September 2015 |
| 2015 | Streets on Lock 4 (mit Rich the Kid)           | Erstveröffentlichung: 22. Oktober 2015   |
| 2016 | Y.R.N 2 (Young Rich N*ggas 2)                  | Erstveröffentlichung: 18. Januar 2016    |

### EPs
- 2016: 3 Way

## Singles

### Als Leadmusiker
| Jahr | Titel Album                                | Höchstplatzierung, Gesamtwochen, AuszeichnungChartplatzierungen (Jahr, Titel, Album, Platzierungen, Wochen, Auszeichnungen, Anmerkungen) | Höchstplatzierung, Gesamtwochen, AuszeichnungChartplatzierungen (Jahr, Titel, Album, Platzierungen, Wochen, Auszeichnungen, Anmerkungen) | Höchstplatzierung, Gesamtwochen, AuszeichnungChartplatzierungen (Jahr, Titel, Album, Platzierungen, Wochen, Auszeichnungen, Anmerkungen) | Höchstplatzierung, Gesamtwochen, AuszeichnungChartplatzierungen (Jahr, Titel, Album, Platzierungen, Wochen, Auszeichnungen, Anmerkungen) | Höchstplatzierung, Gesamtwochen, AuszeichnungChartplatzierungen (Jahr, Titel, Album, Platzierungen, Wochen, Auszeichnungen, Anmerkungen) | Anmerkungen                                                                                        |
| Jahr | Titel Album                                | DE | AT | CH | UK | US | Anmerkungen                                                                                        |
| --- | ------------------------------------------ | --- | --- | --- | --- | --- | -------------------------------------------------------------------------------------------------- |
| 2013 | Young Nigga GA Power 2                     | — | — | — | — | — | Erstveröffentlichung: 5. März 2013 mit Que                                                         |
| 2013 | Versace Y.R.N. (Young Rich Niggas)         | — | — | — | — | US99 Gold · (1 Wo.)US | Erstveröffentlichung: 13. Juni 2013 Verkäufe: + 500.000                                            |
| 2013 | Hannah Montana Y.R.N. (Young Rich Niggas)  | — | — | — | — | — | Erstveröffentlichung: 9. Juli 2013                                                                 |
| 2013 | No Label 2 Y.R.N. (Young Rich Niggas)      | — | — | — | — | — | Erstveröffentlichung: 17. Dezember 2013                                                            |
| 2014 | Fight Night No Label 2                     | — | — | — | — | US69 Gold · (16 Wo.)US | Erstveröffentlichung: 8. April 2014 Verkäufe: + 500.000                                            |
| 2014 | Handsome and Wealthy No Label 2            | — | — | — | — | US79 Gold · (8 Wo.)US | Erstveröffentlichung: 23. September 2014 Verkäufe: + 500.000                                       |
| 2014 | Story I Tell Rich Nigga Timeline           | — | — | — | — | — | Erstveröffentlichung: 16. Oktober 2014                                                             |
| 2014 | Cross the Country Rich Nigga Timeline      | — | — | — | — | — | Erstveröffentlichung: 5. November 2014                                                             |
| 2015 | One Time Yung Rich Nation                  | — | — | — | — | — | Erstveröffentlichung: 31. Juli 2015                                                                |
| 2015 | Pipe It Up Yung Rich Nation                | — | — | — | — | — | Erstveröffentlichung: 31. Juli 2015                                                                |
| 2015 | Look at My Dab Back to the Bando           | — | — | — | — | US87 (1 Wo.)US | Erstveröffentlichung: 30. Oktober 2015                                                             |
| 2016 | WOA Y.R.N 2 (Young Rich N*ggas 2)          | — | — | — | — | — | Erstveröffentlichung: 18. Januar 2016                                                              |
| 2016 | Say Sum –                                  | — | — | — | — | — | Erstveröffentlichung: 22. April 2016                                                               |
| 2016 | Cocoon –                                   | — | — | — | — | — | Erstveröffentlichung: 5. Mai 2016                                                                  |
| 2016 | Bad and Boujee Culture                     | DE65 Gold · (9 Wo.)DE | — | CH31 (15 Wo.)CH | UK30 Platin · (15 Wo.)UK | US1 ×4Vierfachplatin · (36 Wo.)US | Erstveröffentlichung: 28. Oktober 2016 Verkäufe: + 5.338.333; feat. Lil Uzi Vert                   |
| 2017 | T-Shirt Culture                            | — | — | CH53 (5 Wo.)CH | UK82 Silber · (1 Wo.)UK | US19 ×2Doppelplatin · (25 Wo.)US | Erstveröffentlichung: 14. Februar 2017 Verkäufe: + 2.296.666                                       |
| 2017 | Slippery Culture                           | — | — | — | UK— SilberUK | US29 Gold · (21 Wo.)US | Erstveröffentlichung: 16. Mai 2017 Verkäufe: + 805.000; feat. Gucci Mane                           |
| 2017 | MotorSport Culture II                      | — | — | CH54 (3 Wo.)CH | UK49 Gold · (17 Wo.)UK | US6 ×6Sechsfachplatin · (22 Wo.)US | Erstveröffentlichung: 27. Oktober 2017 Verkäufe: + 6.950.000; feat. Nicki Minaj & Cardi B          |
| 2017 | Danger Bright: The Album                   | — | — | — | — | US82 Platin · (1 Wo.)US | Erstveröffentlichung: 8. Dezember 2017 Verkäufe: + 1.000.000; mit Marshmello                       |
| 2017 | Stir Fry Culture II                        | — | — | CH79 (6 Wo.)CH | UK51 Gold · (9 Wo.)UK | US8 ×5Fünffachplatin · (21 Wo.)US | Erstveröffentlichung: 20. Dezember 2017 Verkäufe: + 5.680.000                                      |
| 2018 | Supastars Culture II                       | — | — | — | — | US53 Gold · (1 Wo.)US | Erstveröffentlichung: 22. Januar 2018 Verkäufe: + 500.000                                          |
| 2018 | Walk It Talk It Culture II                 | DE94 (1 Wo.)DE | — | CH41 (9 Wo.)CH | UK31 Platin · (13 Wo.)UK | US10 ×6Sechsfachplatin · (22 Wo.)US | Erstveröffentlichung: 16. März 2018 Verkäufe: + 7.300.000; feat. Drake                             |
| 2018 | Narcos Culture II                          | — | — | CH52 (2 Wo.)CH | UK— SilberUK | US36 ×3Dreifachplatin · (15 Wo.)US | Erstveröffentlichung: 22. Juni 2018 Verkäufe: + 3.415.000                                          |
| 2019 | Position to Win The Resident O.S.T.        | — | — | — | — | — | Erstveröffentlichung: 8. Februar 2019                                                              |
| 2019 | My Family The Addams Family O.S.T.         | — | — | — | — | US— GoldUS | Erstveröffentlichung: 13. September 2019 Verkäufe: + 500.000; mit Karol G, Snoop Dogg & Rock Mafia |
| 2020 | Give No Fxk –                              | — | — | CH45 (1 Wo.)CH | UK96 (1 Wo.)UK | US48 (1 Wo.)US | Erstveröffentlichung: 14. Februar 2020 feat. Travis Scott & Young Thug                             |
| 2020 | Taco Tuesday –                             | — | — | — | — | — | Erstveröffentlichung: 8. Mai 2020                                                                  |
| 2020 | Racks 2 Skinny –                           | — | — | — | — | US— GoldUS | Erstveröffentlichung: 11. Mai 2020 Verkäufe: + 500.000                                             |
| 2020 | Need It Culture III                        | — | — | — | UK— SilberUK | US62 (15 Wo.)US | Erstveröffentlichung: 22. Mai 2020 Verkäufe: + 220.000; feat. Youngboy Never Broke Again           |
| 2021 | Straightenin Culture III                   | DE— aDE | — | CH71 (2 Wo.)CH | UK72 (2 Wo.)UK | US23 Platin · (14 Wo.)US | Erstveröffentlichung: 14. Mai 2021 Verkäufe: + 1.020.000                                           |
| Folgende Lieder erschienen nicht als Single, wurden aber durch das Album zum Download und Streaming bereitgestellt und konnten somit eine Platzierung erlangen: |                                            | | | | | | |
| |                                            | | | | | | |
| 2017 | Kelly Price Culture                        | — | — | — | — | US58 (2 Wo.)US | Charteinstieg: 18. Februar 2017 feat. Travis Scott                                                 |
| 2017 | Call Casting Culture                       | — | — | — | — | US62 (1 Wo.)US | Charteinstieg: 18. Februar 2017                                                                    |
| 2017 | Get Right Witcha Culture                   | — | — | — | — | US72 Gold · (1 Wo.)US | Charteinstieg: 18. Februar 2017 Verkäufe: + 500.000                                                |
| 2017 | Culture                                    | — | — | — | — | US93 (1 Wo.)US | Charteinstieg: 18. Februar 2017 feat. DJ Khaled                                                    |
| 2018 | Notice Me Culture II                       | — | — | CH55 (1 Wo.)CH | — | US52 Platin · (5 Wo.)US | Charteinstieg: 4. Februar 2018 Verkäufe: + 1.060.000; feat. Post Malone                            |
| 2018 | BBO (Bad Bitches Only) Culture II          | — | — | — | — | US48 Platin · (2 Wo.)US | Charteinstieg: 10. Februar 2018 Verkäufe: + 1.000.000; feat. 21 Savage                             |
| 2018 | White Sand Culture II                      | — | — | — | — | US64 Gold · (1 Wo.)US | Charteinstieg: 10. Februar 2018 Verkäufe: + 500.000; feat. Travis Scott, Ty Dolla Sign & Big Sean  |
| 2018 | Gang Gang Culture II                       | — | — | — | — | US73 Gold · (1 Wo.)US | Charteinstieg: 10. Februar 2018 Verkäufe: + 500.000                                                |
| 2018 | Higher We Go (Intro) Culture II            | — | — | — | — | US83 (1 Wo.)US | Charteinstieg: 10. Februar 2018                                                                    |
| 2018 | Auto Pilot (Huncho on the Beat) Culture II | — | — | — | — | US85 (1 Wo.)US | Charteinstieg: 10. Februar 2018                                                                    |
| 2018 | Emoji a Chain Culture II                   | — | — | — | — | US87 (1 Wo.)US | Charteinstieg: 10. Februar 2018                                                                    |
| 2018 | CC Culture II                              | — | — | — | — | US96 (1 Wo.)US | Charteinstieg: 10. Februar 2018 feat. Gucci Mane                                                   |
| 2021 | Having Our Way Culture III                 | DE— bDE | — | CH70 (1 Wo.)CH | UK49 (2 Wo.)UK | US15 Gold · (4 Wo.)US | Charteinstieg: 20. Juni 2021 Verkäufe: + 500.000; feat. Drake                                      |
| 2021 | Avalanche Culture III                      | — | — | CH99 (1 Wo.)CH | UK90 (1 Wo.)UK | US27 (2 Wo.)US | Charteinstieg: 20. Juni 2021                                                                       |
| 2021 | Modern Day Culture III                     | — | — | — | — | US61 (1 Wo.)US | Charteinstieg: 26. Juni 2021                                                                       |
| 2021 | Malibu Culture III                         | — | — | — | — | US65 (1 Wo.)US | Charteinstieg: 26. Juni 2021 feat. Polo G                                                          |
| 2021 | Type Shit Culture III                      | — | — | — | — | US71 (1 Wo.)US | Charteinstieg: 26. Juni 2021 feat. Cardi B                                                         |

### Als Gastmusiker
| Jahr | Titel Album                              | Höchstplatzierung, Gesamtwochen, AuszeichnungChartplatzierungen (Jahr, Titel, Album, Platzierungen, Wochen, Auszeichnungen, Anmerkungen) | Höchstplatzierung, Gesamtwochen, AuszeichnungChartplatzierungen (Jahr, Titel, Album, Platzierungen, Wochen, Auszeichnungen, Anmerkungen) | Höchstplatzierung, Gesamtwochen, AuszeichnungChartplatzierungen (Jahr, Titel, Album, Platzierungen, Wochen, Auszeichnungen, Anmerkungen) | Höchstplatzierung, Gesamtwochen, AuszeichnungChartplatzierungen (Jahr, Titel, Album, Platzierungen, Wochen, Auszeichnungen, Anmerkungen) | Höchstplatzierung, Gesamtwochen, AuszeichnungChartplatzierungen (Jahr, Titel, Album, Platzierungen, Wochen, Auszeichnungen, Anmerkungen) | Anmerkungen                                                                                           |
| Jahr | Titel Album                              | DE | AT | CH | UK | US | Anmerkungen                                                                                           |
| --- | ---------------------------------------- | --- | --- | --- | --- | --- | --- |
| 2013 | We Ready –                               | — | — | — | — | — | Erstveröffentlichung: 5. Juli 2013 Soulja Boy feat. Migos                                             |
| 2013 | Anytime –                                | — | — | — | — | — | Erstveröffentlichung: 10. September 2013 Sean Garrett feat. Migos                                     |
| 2013 | Shabba (Remix) –                         | — | — | — | — | — | Erstveröffentlichung: 22. November 2013 ASAP Ferg feat. Shabba Ranks, Migos & Busta Rhymes            |
| 2014 | Bricks Papi Gordo                        | — | — | — | — | — | Erstveröffentlichung: 17. Juni 2014 DJ Carnage feat. Migos                                            |
| 2014 | ATM –                                    | — | — | — | — | — | Erstveröffentlichung: 5. August 2014 Ray J feat. Dria & Migos                                         |
| 2015 | #Lhommeaubob L’homme au bob              | — | — | — | — | — | Erstveröffentlichung: 24. April 2015 Gradur feat. Migos                                               |
| 2016 | Key to the Streets Wish Me Well 2        | — | — | — | — | US70 (10 Wo.)US | Erstveröffentlichung: 23. Februar 2016 YFN Lucci feat. Migos & Trouble                                |
| 2016 | Bad Intentions The Bedroom Tour Playlist | — | — | — | — | US— GoldUS | Erstveröffentlichung: 18. März 2016 Niykee Heaton feat. Migos                                         |
| 2017 | Slide Funk Wav Bounces Vol. 1            | DE25 Gold · (17 Wo.)DE | AT34 Gold · (17 Wo.)AT | CH25 Platin · (25 Wo.)CH | UK10 ×2Doppelplatin · (25 Wo.)UK | US25 ×5Fünffachplatin · (20 Wo.)US | Erstveröffentlichung: 23. Februar 2017 Verkäufe: + 8.448.333; Calvin Harris feat. Frank Ocean & Migos |
| 2017 | Peek a Boo Teenage Emotions              | — | — | — | — | US78 Platin · (4 Wo.)US | Erstveröffentlichung: 14. April 2017 Verkäufe: + 1.000.000; Lil Yachty feat. Migos                    |
| 2017 | Bon Appétit Witness                      | DE47 Gold · (10 Wo.)DE | AT64 (8 Wo.)AT | CH36 (11 Wo.)CH | UK37 Gold · (9 Wo.)UK | US59 Platin · (6 Wo.)US | Erstveröffentlichung: 28. April 2017 Verkäufe: + 2.116.666; Katy Perry feat. Migos                    |
| 2017 | Body Mad Love: The Prequel               | — | — | — | UK76 (1 Wo.)UK | — | Erstveröffentlichung: 28. April 2017 Verkäufe: + 40.000; Sean Paul feat. Migos                        |
| 2017 | I Get the Bag Mr. Davis                  | — | — | CH100 (1 Wo.)CH | UK— SilberUK | US11 ×8Achtfachplatin · (27 Wo.)US | Erstveröffentlichung: 5. September 2017 Verkäufe: + 8.230.000; Gucci Mane feat. Migos                 |
| 2019 | Pure Water Perfect Ten                   | — | — | — | UK62 Gold · (11 Wo.)UK | US23 ×5Fünffachplatin · (25 Wo.)US | Erstveröffentlichung: 16. Januar 2019 Verkäufe: + 5.625.000; Mustard feat. Migos                      |
| 2021 | We Set the Trends –                      | — | — | — | — | US— GoldUS | Erstveröffentlichung: 10. Dezember 2021 Verkäufe: + 500.000; Jim Jones feat. Migos                    |
| Folgende Lieder erschienen nicht als Single, wurden aber durch das Album zum Download und Streaming bereitgestellt und konnten somit eine Platzierung erlangen: |                                          | | | | | | |
| |                                          | | | | | | |
| 2017 | Sacrifices I Decided                     | — | — | — | — | US70 Gold · (1 Wo.)US | Charteinstieg: 25. Februar 2017 Verkäufe: + 500.000; Big Sean feat. Migos                             |
| 2019 | Raw Shit Kirk                            | — | — | — | — | US51 Gold · (2 Wo.)US | Charteinstieg: 12. Oktober 2019 Verkäufe: + 500.000; DaBaby feat. Migos                               |

## Promoveröffentlichungen
Promo-Singles

| Jahr | Titel Album                                    | Höchstplatzierung, Gesamtwochen, AuszeichnungChartplatzierungen (Jahr, Titel, Album, Platzierungen, Wochen, Auszeichnungen, Anmerkungen) | Höchstplatzierung, Gesamtwochen, AuszeichnungChartplatzierungen (Jahr, Titel, Album, Platzierungen, Wochen, Auszeichnungen, Anmerkungen) | Höchstplatzierung, Gesamtwochen, AuszeichnungChartplatzierungen (Jahr, Titel, Album, Platzierungen, Wochen, Auszeichnungen, Anmerkungen) | Höchstplatzierung, Gesamtwochen, AuszeichnungChartplatzierungen (Jahr, Titel, Album, Platzierungen, Wochen, Auszeichnungen, Anmerkungen) | Höchstplatzierung, Gesamtwochen, AuszeichnungChartplatzierungen (Jahr, Titel, Album, Platzierungen, Wochen, Auszeichnungen, Anmerkungen) | Anmerkungen                                                                                   |
| Jahr | Titel Album                                    | DE | AT | CH | UK | US | Anmerkungen                                                                                   |
| ---- | ---------------------------------------------- | --- | --- | --- | --- | --- | --------------------------------------------------------------------------------------------- |
| 2015 | Irresistible (Remix) Make America Psycho Again | — | — | — | — | — | Erstveröffentlichung: 23. Oktober 2015 Fall Out Boy feat. Migos                               |
| 2017 | Gucci On My Ransom 2                           | — | — | — | — | US— PlatinUS | Erstveröffentlichung: 2. März 2017 Promosingle; Mike Will Made It feat. 21 Savage, YG & Migos |
| 2018 | Drip Invasion of Privacy                       | — | — | CH95 (1 Wo.)CH | UK41 (4 Wo.)UK | US21 Platin · (10 Wo.)US | Erstveröffentlichung: 4. April 2018 Verkäufe: + 1.125.000; Cardi B feat. Migos                |

## Statistik

### Chartauswertung
|                     | DE    | AT    | CH    | UK    | US    |
| ------------------- | ----- | ----- | ----- | ----- | ----- |
| Nummer-eins-Alben   | DE—DE | AT—AT | CH—CH | UK—UK | US2US |
| Top-10-Alben        | DE—DE | AT1AT | CH2CH | UK2UK | US3US |
| Alben in den Charts | DE3DE | AT2AT | CH3CH | UK3UK | US5US |

|                       | DE    | AT    | CH     | UK     | US     |
| --------------------- | ----- | ----- | ------ | ------ | ------ |
| Nummer-eins-Singles   | DE—DE | AT—AT | CH—CH  | UK—UK  | US1US  |
| Top-10-Singles        | DE—DE | AT—AT | CH—CH  | UK1UK  | US4US  |
| Singles in den Charts | DE4DE | AT2AT | CH15CH | UK14UK | US41US |

### Auszeichnungen für Musikverkäufe
| Goldene Schallplatte - Australien - 2019: für die Single Shabba - Brasilien - 2024: für die Single Stir Fry - 2024: für das Lied Notice Me - 2024: für die Single Straightenin - 2024: für die Single Need It - 2024: für die Single Bad and Boujee - Dänemark - 2020: für die Single Slippery - 2020: für die Single Walk It Talk It - 2020: für die Single Pure Water - 2022: für die Single MotorSport - 2023: für die Single Stir Fry - Frankreich - 2017: für die Single Bon Appétit - 2017: für die Single T-Shirt - 2018: für das Album Culture - 2018: für das Album Culture II - 2020: für die Single MotorSport - 2025: für die Single Narcos - Italien - 2019: für die Single Slippery - 2019: für die Single MotorSport - 2019: für die Single Walk It Talk It - 2024: für die Single Pure Water - 2025: für das Album Culture II - Kanada - 2017: für die Single Bon Appétit - 2018: für die Single Narcos - 2018: für das Lied Notice Me - 2019: für die Single Body - 2019: für die Single Drip - Mexiko - 2018: für die Single Walk It Talk It - Neuseeland - 2019: für die Single Shabba - 2019: für die Single Drip - 2020: für die Single Bad Intentions - 2021: für die Single Bon Appétit - 2024: für das Album Culture III - Norwegen - 2018: für das Album Culture II - 2020: für die Single Bon Appétit - Polen - 2021: für die Single Pure Water - 2021: für die Single Bad and Boujee - 2023: für die Single Walk It Talk It - 2023: für das Album Culture II - 2024: für die Single Bon Appétit - Portugal - 2019: für die Single Walk It Talk It - 2020: für die Single Pure Water - 2022: für die Single Narcos - 2022: für die Single Slippery - 2022: für die Single Stir Fry - Spanien - 2017: für die Single Slide - 2025: für die Single Walk It Talk It - Vereinigte Staaten - 2022: für das Lied Too Playa | Platin-Schallplatte - Australien - 2018: für die Single Stir Fry - 2018: für die Single MotorSport - 2023: für die Single Bon Appétit - 2025: für die Single Drip - Belgien - 2017: für die Single Slide - Brasilien - 2021: für die Single Slide - 2024: für die Single MotorSport - 2024: für die Single Narcos - 2024: für die Single Pure Water - Dänemark - 2018: für das Album Culture - 2021: für das Album Culture II - 2023: für die Single Bad and Boujee - Finnland - 2021: für das Album Culture II - Frankreich - 2018: für die Single Bad and Boujee - 2023: für die Single Walk It Talk It - Italien - 2017: für die Single Slide - 2017: für die Single Bon Appétit - 2019: für die Single Bad and Boujee - Kanada - 2018: für die Single Stir Fry - Mexiko - 2018: für die Single Bon Appétit - Neuseeland - 2019: für die Single Slippery - 2019: für die Single MotorSport - 2020: für das Album Culture - 2020: für die Single I Get the Bag - 2022: für die Single Narcos - 2023: für die Single T-Shirt - Polen - 2020: für die Single Slide - Portugal - 2019: für die Single Slide - 2022: für die Single Bad and Boujee | 2× Platin-Schallplatte - Australien - 2019: für die Single Bad and Boujee - Dänemark - 2021: für die Single Slide - Kanada - 2018: für die Single Walk It Talk It - 2020: für das Album Culture II - Neuseeland - 2022: für die Single Bad and Boujee - 2022: für die Single Stir Fry - 2023: für die Single Pure Water - 2024: für das Album Culture II - 2024: für die Single Walk It Talk It - Mexiko - 2020: für die Single Slide - Schweden - 2017: für die Single Slide 3× Platin-Schallplatte - Brasilien - 2024: für die Single Walk It Talk It - Kanada - 2018: für die Single MotorSport 5× Platin-Schallplatte - Neuseeland - 2024: für die Single Slide 6× Platin-Schallplatte - Australien - 2023: für die Single Slide 7× Platin-Schallplatte - Kanada - 2023: für die Single Slide Diamantene Schallplatte - Brasilien - 2024: für die Single Bon Appétit - Frankreich - 2024: für die Single Slide |

Anmerkung: Auszeichnungen in Ländern aus den Charttabellen bzw. Chartboxen sind in ebendiesen zu finden.
| Land/RegionAuszeichnungen für Musikverkäufe (Land/Region, Auszeichnungen, Verkäufe, Quellen) | Silber     | Gold       | Platin         | Diamant     | Verkäufe   | Quellen              |
| -------------------------------------------------------------------------------------------- | ---------- | ---------- | -------------- | ----------- | ---------- | -------------------- |
| Australien (ARIA)                                                                            | —          | Gold1      | 12× Platin12   | —           | 875.000    | aria.com.au          |
| Belgien (BRMA)                                                                               | —          | —          | Platin1        | —           | 30.000     | ultratop.be          |
| Brasilien (PMB)                                                                              | —          | 5× Gold5   | 7× Platin7     | Diamant1    | 550.000    | pro-musicabr.org.br  |
| Dänemark (IFPI)                                                                              | —          | 5× Gold5   | 5× Platin5     | —           | 490.000    | ifpi.dk              |
| Deutschland (BVMI)                                                                           | —          | 3× Gold3   | —              | —           | 600.000    | musikindustrie.de    |
| Finnland (IFPI)                                                                              | —          | —          | Platin1        | —           | 20.000     | Einzelnachweise      |
| Frankreich (SNEP)                                                                            | —          | 4× Gold4   | 3× Platin3     | Diamant1    | 1.099.998  | snepmusique.com      |
| Italien (FIMI)                                                                               | —          | 5× Gold5   | 3× Platin3     | —           | 300.000    | fimi.it              |
| Kanada (MC)                                                                                  | —          | 5× Gold5   | 15× Platin15   | —           | 1.400.000  | musiccanada.com      |
| Mexiko (AMPROFON)                                                                            | —          | Gold1      | 3× Platin3     | —           | 210.000    | amprofon.com.mx      |
| Neuseeland (RMNZ)                                                                            | —          | 5× Gold5   | 21× Platin21   | —           | 652.500    | radioscope.co.nz NZ2 |
| Norwegen (IFPI)                                                                              | —          | 2× Gold2   | —              | —           | 40.000     | ifpi.no              |
| Österreich (IFPI)                                                                            | —          | Gold1      | —              | —           | 15.000     | ifpi.at              |
| Polen (ZPAV)                                                                                 | —          | 5× Gold5   | Platin1        | —           | 130.000    | olis.pl              |
| Portugal (AFP)                                                                               | —          | 5× Gold5   | 2× Platin2     | —           | 45.000     | Einzelnachweise      |
| Schweden (IFPI)                                                                              | —          | —          | 2× Platin2     | —           | 80.000     | sverigetopplistan.se |
| Schweiz (IFPI)                                                                               | —          | —          | Platin1        | —           | 20.000     | hitparade.ch         |
| Spanien (Promusicae)                                                                         | —          | 2× Gold2   | —              | —           | 50.000     | elportaldemusica.es  |
| Vereinigte Staaten (RIAA)                                                                    | —          | 16× Gold16 | 55× Platin55   | —           | 63.000.000 | riaa.com             |
| Vereinigtes Königreich (BPI)                                                                 | 5× Silber5 | 6× Gold6   | 4× Platin4     | —           | 5.400.000  | bpi.co.uk            |
| Insgesamt                                                                                    | 5× Silber5 | 71× Gold71 | 136× Platin136 | 2× Diamant2 |            |                      |